# Protoderm
Das Protoderm ist ein teilweise differenziertes Gewebe an der äußeren Zellschicht von Spross- und Wurzelscheitel. Es gehört zum primären Meristem. Nach einer weiteren antiklinen Differenzierung entwickelt sich aus dem Protoderm ein primäres Dauergewebe, die sogenannte Epidermis bzw. Rhizodermis.